# トーマス・バーバリー
トーマス・バーバリー（Thomas Burberry、1835年8月27日 - 1926年4月4日）は、イギリス最大のファッションブランドのひとつであるバーバリーを創業した実業家。

## 経歴
バーバリーは、イングランド南東部サリー州ドーキング (Dorking) に近いブロッカム・グリーン(Brockham Green)に生まれ、ブロッカム・グリーン・ヴィレッジ・スクール(Brockham Green Village School)に学び、地元の服地商の徒弟となった後、1856年にハンプシャー州ベイジングストークに洋服店を開業した。
バーバリーは、販売促進や広告宣伝の必要を認識していたので、キッチナー卿やベーデン＝パウエル卿に、自分の作った防水外套を着用してもらえるよう手を尽くした。こうした方策が功を奏して、バーバリーの事業は、イギリス最大のブランド衣料品事業へと成長をとげた。
バーバリーは、1917年に引退して、イングランド南西部ドーセット州ウェイマスに近いアボッツ・コート(Abbot's Court)に隠棲した。バーバリーは「ティートータラー (teetotaler)」と称される絶対禁酒主義者であり、タバコの喫煙に反対する活動にも関わっていた。バーバリーはまた、敬虔なバプテストの信仰をもち、毎朝のように祈祷会を開いていた。
バーバリーは、1926年に、ベイジングストークに近いハート地区のフック (Hook) の自宅で死去した。

## 家族
バーバリーは、2度結婚した。最初の妻はキャサリン・ハンナ・ニューマン(Catherine Hannah Newman)、2人目はメアリ・マーシャル(Mary Marshall)であった。バーバリーには息子がふたりいた。